# Landtagswahl in Südtirol 1978
Die Südtiroler Landtagswahl 1978 fand am 19. November 1978 als Wahl zum Regionalrat Trentino-Südtirol statt. Formalrechtlich erfolgte die Wahl zum Regionalrat in zwei getrennten Wahlkreisen, von denen einer dem Gebiet der Provinz Bozen, einer dem Gebiet der Provinz Trient entsprach. Im Wahlkreis der Provinz Bozen wurden 34 Abgeordnete zum Regionalrat gewählt, in der Provinz Trient 36 Abgeordnete. Mit ihrer Wahl in den 70 Mandate umfassenden Regionalrat wurden die Abgeordneten des Wahlkreises Bozen gleichzeitig Mandatare des Südtiroler Landtags, jene des Wahlkreises Trient hingegen Abgeordnete zum Trentiner Landtag. 
Die VIII. Legislaturperiode begann am 13. Dezember 1978 und endete am 12. Dezember 1983. Am 11. April 1979 wählte der Landtag die Südtiroler Landesregierung (Kabinett Magnago V).

## Wahlergebnis
- Neue Linke/Nuova Sinistra: 1
- Partito Comunista Italiano: 3
- Partito Socialista Italiano: 1
- Partito Socialista Democratico Italiano: 1
- Sozialdemokratische Partei Südtirols: 1
- Südtiroler Volkspartei: 21
- Democrazia Cristiana: 4
- Partei der Unabhängigen: 1
- Movimento Sociale Italiano: 1

| Partei                                              | Stimmenanzahl | Prozent | Mandate |
| --------------------------------------------------- | ------------- | ------- | ------- |
| Südtiroler Volkspartei                              | 163.468       | 61,27 % | 21/34   |
| Democrazia Cristiana                                | 28.800        | 10,79 % | 4/34    |
| Partito Comunista Italiano                          | 18.776        | 7,04 %  | 3/34    |
| Neue Linke/Nuova Sinistra                           | 9.749         | 3,65 %  | 1/34    |
| Partito Socialista Italiano                         | 8.944         | 3,35 %  | 1/34    |
| Movimento Sociale Italiano                          | 7.782         | 2,92 %  | 1/34    |
| Partito Socialista Democratico Italiano             | 6.120         | 2,29 %  | 1/34    |
| Sozialdemokratische Partei Südtirols                | 5.956         | 2,22 %  | 1/34    |
| Partei der Unabhängigen                             | 3.548         | 1,33 %  | 1/34    |
| Partito Liberale Italiano/Unione Liberaldemocratica | 2.924         | 1,10 %  | 0/34    |
| Partito Repubblicano Italiano                       | 2.868         | 1,07 %  | 0/34    |
| Concentrazione Italiana                             | 2.402         | 0,90 %  | 0/34    |
| Partito Autonomista Trentino Tirolese               | 2.274         | 0,85 %  | 0/34    |
| Soziale Fortschrittspartei Südtirols                | 2.047         | 0,77 %  | 0/34    |
| Democrazia Proletaria-Arbeiterdemokratie            | 1.172         | 0,44 %  | 0/34    |

## Fraktionswechsel während der laufenden Legislaturperiode
Der Abgeordnete Willhelm Erschbaumer löste 1982 die Fraktion der Sozialdemokratischen Partei Südtirols auf. 1983 wechselte er als unabhängiger Sozialdemokrat zur Fraktion der Südtiroler Volkspartei.

## Historische Bedeutung
Die Südtiroler Volkspartei konnte sich wieder auf über 60 % steigern. Neu im Parlament waren die Partei der Unabhängigen und die Neue Linke/Nuova Sinistra mit je einem Mandat. Ebenfalls Gewinne konnte der Partito Comunista Italiano verzeichnen, die Sozialistischen bis Sozialdemokratischen Parteien (PSI, PSDI, SFP und SPS) hatten dagegen Verluste und kamen auf insgesamt 3 Sitze (1973: 6). Mit dem Einzug der Partei der Unabhängigen konnte das erste Mal seit 1964 eine andere deutschsprachige liberalkonservative, die beide später rechtskonservativ wurden, neben der SVP in den Landtag einziehen. Der MSI fuhr ihr schlechtestes Ergebnis je ein, nachdem sie Konkurrenz von „Concentrazione Italiana“ bekommen hat.